# Henrique Sardinha Pinto
Henrique da Silveira Sardinha Pinto (Belo Horizonte, 1956) é um advogado e diplomata brasileiro. Atualmente serve como embaixador do Brasil na Guatemala.

## Biografia
Henrique da Silveira ingressou no Ministério das Relações Exteriores em 1978. Em 1981 formou-se em Direito pela Universidade do Distrito Federal (UDF) e trabalhou no secretariado das embaixadas do Brasil na Itália e Bolívia. Posteriormente, foi conselheiro nas embaixadas brasileiras na Nicarágua e no Canadá.
Em 2009 tornou-se embaixador do Brasil na Argélia, posto que ocupou até setembro de 2013. Anteriormente, em maio do mesmo ano, foi indicado para ocupar o posto de embaixador do Brasil em Israel, posto conduzido por Maria Elisa Berenguer até então. Assumiu a missão brasileira no estado judeu em 10 de outubro de 2013, salientando a importância nas relações entre as duas nações, lembrando os esforços e a contribuição do Brasil, através do diplomata Osvaldo Aranha, para a Partilha da Palestina em 1947, e que culminaram na criação de Israel no ano seguinte.
Com visões conciliadoras, Henrique da Silveira pretendia dar continuidade aos esforços para paz entre palestinos e israelenses.